# Laurina
Laurina ist ein weiblicher Vorname, der aus dem lateinischen Sprachraum stammt. Er bedeutet „die Lorbeerbekränzte“ oder „die Siegerin“.

## Weitere Info
Laurina ist die italienische Erweiterung von Laura.